# 無言正道
正道（？—1609年），字無言，號雪居，洪都新建（今江西省新建縣）胡氏子。少時出家於本邑上藍寺（今南昌市佑民寺），禮璘和尚為師。二十歲時，至南嶽淨瓶崖隨知休禪師習修禪定，久而未契，繼而謁遜庵禪師於樹屏，聘法於東巖大方，受戒於無盡，徧參諸名山巨剎。後至少林寺，參學於常潤禪帥座下，於“月下三花樹，峰前雙桂枝”語中大悟，即呈偈：“雲攢峰頂，月鎖幽巖，木人拊掌，石女舒顔”，得印可，為曹洞宗第二十六世。常潤禪師圓寂後的第十四年，即萬歷十年(1592), 應請入主少林寺，執掌法席十七年，整復寺院，清規肅然，雄風再振。圓寂後，塔葬少林塔林。被譽為“僧中之傑，傳涅槃心，吐長廣舌。雙桂開敷，三花屹嵲，一代時教，永存珉碣。”其法嗣甚衆，徒嗣慧喜、徒孫海寬等相繼主法少林。
1. ↑  吴立民; 徐孙铭. . Beijing: 中国社会科学出版社. 1998: 470. ISBN 9787500422839. |pages=和|page=只需其一 (帮助);